# Qala i Kah (huyện)
Qala-i-Kah là một huyện thuộc tỉnh Farah, Afghanistan. Dân số thời điểm năm 1999 là 21,365 người.